# Święto sed
Sed (egip. heb–sed) – święto celebracji ziemskiej siły i życiowego wigoru faraona; „rytuał trzydziestolecia”; święto odrodzenia i odnowienia władzy królewskiej obchodzone w XXX rocznicę koronacji władcy.
Miało na celu symboliczne „odmłodzenie” władcy i potwierdzenie jego fizycznej sprawności, która stanowiła legitymizację jego władzy oraz potwierdzenia lojalności poddanych względem panującego. Było też powtarzane później w okresie kilkuletnim, zazwyczaj co 3-4 lata. Stanowiło połączenie dwóch osobnych rytuałów, czyli właściwego święta oraz ceremonii obejmowania terytorium przez władcę. 

## Geneza święta
Pochodzenie nazwy święta jest niepewne. Mogła ona pochodzić od byczego ogona, lecz również wywodzić się od boga Seda.
Nieznany jest też rodowód święta. Rytuał wywodzi się prawdopodobnie z prehistorycznych obrzędów, gdy szczególne znaczenie odgrywała fizyczna sprawność plemiennego wodza. Najwcześniejsze przedstawienia tego święta pochodzą z czasów Dena. Pierwsza dokładna data jego obchodów pochodzi z czasów Pepiego I, o którym wiadomo, iż celebrował je w 18 roku swego panowania.

## Ceremoniał
Obrzędy odbywały się w specjalnie wzniesionym kompleksie budowli, w obecności zgromadzonych dostojników państwowych. W przeddzień głównych uroczystości odbywała się w Memfis ceremonia podniesienia filara dżed – symbolu trwałości, w której władca osobiście uczestniczył wraz z kapłanami.
Ceremoniał obejmował kilkanaście obrzędów, w tym:
- intronizację króla, wyrażającą się ponownym przyjęciem koron i insygniów władzy w dwóch oddzielnych pawilonach: jednym symbolizującym Górny Egipt, a drugim – Dolny Egipt;
- hołd dostojników;
- bieg władcy z insygniami władzy lub innymi symbolicznymi przedmiotami, m.in. z symbolicznymi punktami granicznymi Ziemi i Nieba, co miało potwierdzać jego władzę nad obiema tymi sferami;
- procesje z władcą w lektyce, odwiedzającym bóstwa w ich kaplicach, połączone ze składaniem im ofiar, co miało skutkować obdarzeniem faraona przez te bóstwa swoją mocą;
- zapalenie „nowego ognia” zapewniającego Egiptowi światło i życie;
- w późniejszych czasach – wypuszczenie przez władcę 4 strzał w 4 strony świata dla odpędzenia sił Ciemności i podkreślenia  swego prawa do panowania nad całym Egiptem oraz prawa Egiptu do panowania nad całym światem.

Znani są tylko dwaj faraonowie regularnie odprawiający to święto: Amenhotep III, który uczestniczył w nich w 30, 34 i 37 roku panowania, oraz Ramzes II, który je obchodził 14 razy między 30 i 66 rokiem swego panowania. Amenhotep nakazał kapłanom zbadać archiwa świątynne dla odtworzenia najdawniejszych rytuałów święta sed i wprowadził jego reformę. W  jej następstwie oprócz odzyskania sił faraon miał się stać ucieleśnieniem boga Re.
Oficjalnym ceremoniom towarzyszyły najprawdopodobniej wystawne uczty połączone z tańcem i muzyką. Z okazji tej ceremonii wytwarzano również pamiątkowe przedmioty; za czasów wczesnych władców były to kamienne naczynia z tytulaturą króla, które obecnie stanowią źródło cennych informacji dla egiptologów.